# ダヴィ・プレパー
ダヴィ・プレパー（オランダ語: Davy Pröpper、1991年9月2日 - ）は、オランダ・アーネム出身の元サッカー選手。現役時代のポジションはミッドフィールダー。
名前を「デイヴィ」、苗字を「プロパー」や「プロッペル」と表記される事もある。

## クラブ歴
2009年にフィテッセのトップチームに昇格した。2010年1月17日のNECナイメヘン戦で84分にケヴィン・ファン・ディールメンとの交代でエールディヴィジ初出場を達成した。4月13日のNACブレダ戦で初めてスターティングイレブンに名を連ねた。2009-10シーズンは11試合に出場した。翌シーズンはアヤックス・アムステルダム戦で初得点したものの、この試合は2-4で敗れた。
2015年にPSVアイントホーフェンに移籍、同年12月8日のUEFAチャンピオンズリーグ 2015-16 グループリーグ、PFC CSKAモスクワ戦では決勝点をあげ、決勝トーナメントへの進出を果たした。
2017年8月7日、ブライトン 
& ホーヴ・アルビオンに移籍することが発表された。4年契約を結び、移籍金は未公開だが、クラブ史上最高額と発表された。
2021年6月23日、PSVアイントホーフェンと2023年までの契約を結んだ。
2022年1月4日、サッカーに対するモチベーションが無くなったとして30歳での現役引退を発表した。
2023年1月27日、現役に復帰し、フィテッセと2024年6月30日までの契約を結んだ。
2024年5月21日、再度現役引退を表明した。

## 代表歴
U-19代表としてUEFA U-19欧州選手権2010予選メンバーに名を連ねた。2009年11月14日の同予選キプロスU-19代表戦でステフェン・ベルハイスに代わって途中出場しU-19代表初出場。同月17日のチェコU-19代表戦ではスターティングメンバーとなり、フル出場を果たした。
2015年6月5日のアメリカ合衆国代表との親善試合で57分に主将のロビン・ファン・ペルシと交代しA代表初出場を果たしたが、この試合は3-4で敗れた。
2017年9月3日のワールドカップ予選ブルガリア戦で代表初得点を含む2ゴールを挙げ、同予選で苦しむオランダの勝利に貢献した。

## 個人
弟のロビン・プレパー、マイク・プレパーもサッカー選手。

## 個人成績
2017年5月14日現在
| 2009-10 | フィテッセ | 24       | エール | 11  | 0  | 0  | 0 | 11  | 0  |
| 2010-11 | フィテッセ | 24       | エール | 29  | 3  | 3  | 1 | 32  | 4  |
| 2011-12 | フィテッセ | 10       | エール | 16  | 1  | 3  | 0 | 19  | 1  |
| 2012-13 | フィテッセ | 10       | エール | 14  | 0  | 3  | 2 | 17  | 2  |
| 2013-14 | フィテッセ | 10       | エール | 33  | 6  | 2  | 0 | 35  | 6  |
| 2014-15 | フィテッセ | 10       | エール | 30  | 5  | 4  | 0 | 34  | 5  |
| 2015-16 | PSV        | 6        | エール | 33  | 10 | 2  | 1 | 35  | 11 |
| 2016-17 | PSV        | 6        | エール | 34  | 6  | 2  | 2 | 36  | 8  |
| 通算    | オランダ   | オランダ | エール | 200 | 31 | 19 | 6 | 219 | 37 |

## タイトル

### クラブ
PSVアイントホーフェン
- エールディヴィジ：2015-16
- ヨハン・クライフ・スハール：2015, 2016, 2021